# 豊田温大
豊田 温大（とよだ はると、2012年6月23日 - ）は、日本の子役。クラージュキッズ所属。
趣味はアクロバット。

## 出演作品

### テレビドラマ
- ウルトラマンR/B 第1話（2018年、テレビ東京） - キワム
- 水曜ドラマ / 家売るオンナの逆襲 第7話（2019年、日本テレビ） - 宇佐美晴人
- 木曜ドラマ / 緊急取調室（テレビ朝日）
  - 3rd SEASON 第5話（2019年） - 山下翔太（幼少期） ※ノンクレジット
  - 新春ドラマスペシャル（2022年） - 岩本正樹
- 日曜プライム / 庶務行員・多加賀主水 第4作（2020年、テレビ朝日） - いじめっ子
- 大河ドラマ / 麒麟がくる 第9話（2020年、NHK） - 武家の子供
- 土曜ドラマ / 35歳の少女（2020年、日本テレビ）
- 連続テレビ小説 / エール（2020年、NHK） - 孤児
- 当確師（2020年、テレビ朝日） - 篠原の息子
- 明治ドラマスペシャル ずんずん!（2021年、テレビ朝日） - 北川海斗
- 警視庁ゼロ係〜生活安全課なんでも相談室〜 SEASON5 第6話（2019年、TBS） - 小松省吾
- プレミアムドラマ / 山女日記3 第3話（2021年、NHK BSプレミアム） - 向井良樹
- ドラマシャワー / 不幸くんはキスするしかない! 第6話（2022年、MBS） - 同級生
- 日曜ドラマ / 金田一少年の事件簿 第5話（2022年、日本テレビ） - 鳴沢研太（幼少期）
- 仮面ライダーギーツ 第2話（2022年、テレビ朝日） - 平直人
- 暴太郎戦隊ドンブラザーズ ドン29話（2022年、テレビ朝日） - 三増（幼少期）
- ドラマイズム / 闇金ウシジマくん外伝 闇金サイハラさん（2022年、MBS） - 豪太
- 金曜ナイトドラマ / リエゾン -こどものこころ診療所- 第3話（2023年、テレビ朝日） - 男子
- 連続ドラマW / ギバーテイカー（2023年、WOWOW） - 優一の息子
- 日曜の夜ぐらいは… 第6話（2023年、ABC） - 市川みね（幼少期）
- 刑事7人 Season9 第4話（2023年、テレビ朝日） - 関口俊介（少年期）

### テレビ番組
- 世界の何だコレ!?ミステリー（2022年、フジテレビ） - 木村（幼少期）
- 偉人の年収 How much?（2023年、NHK Eテレ） - 子供

### 映画
- シン・ウルトラマン（2022年、東宝） - 神永に保護される子供

### CM
- 花王 メンズビオレ「タフになった新洗顔シート!」篇
- 和食さと
  - 「さとしゃぶアレンジ鍋」編
  - 「さとすきアレンジ鍋」編
- 日本ハム 「食べる喜びをみんなで」篇
- TikTok 「新しい出会いは、TikTokから」篇
- 大和ハウス工業 『かぞくの群像 ♯3「秘密」』篇
- 日本マクドナルド ハッピーセット 「ハローキティ」『憧れのキティちゃん』篇
- 雪印メグミルク 毎日骨太MBP「カルシウムとMBPで毎日骨太」篇（2023年）

### ラジオ
- FMシアター / 青春アドベンチャー 第9、10話「夜に星を放つ」（2023年、NHK-FM放送） - 想

### VP
- 草間彌生美術館

### WEB
- 横浜トヨペット ショートムービー
- 楽天モバイル 「速度制限気にならない -やだ-」篇